# Trienchodesmus ortonedae
Trienchodesmus ortonedae är en mångfotingart som först beskrevs av Filippo Silvestri 1897.  Trienchodesmus ortonedae ingår i släktet Trienchodesmus och familjen Dalodesmidae. Inga underarter finns listade i Catalogue of Life.